# XVI Giochi del Sud-est asiatico
I XVI Giochi del Sud-est asiatico si sono svolti a Manila, nelle Filippine, dal 24 novembre al 3 dicembre 1991.

## Paesi partecipanti
Ai giochi hanno partecipato atleti provenienti da nove nazioni:
- Brunei
- Indonesia
- Laos
- Malaysia
- Birmania
- Filippine
- Singapore
- Thailandia
- Vietnam

## Medagliere
*   Paese ospitante
| Posiz. | Nazione    | Oro | Argento | Bronzo | Totale |
| ------ | ---------- | --- | ------- | ------ | ------ |
| 1      | Indonesia  | 92  | 86      | 67     | 245    |
| 2      | Filippine* | 91  | 62      | 86     | 239    |
| 3      | Thailandia | 72  | 80      | 69     | 221    |
| 4      | Malaysia   | 36  | 38      | 66     | 140    |
| 5      | Singapore  | 18  | 32      | 45     | 95     |
| 6      | Birmania   | 12  | 16      | 29     | 57     |
| 7      | Vietnam    | 7   | 12      | 10     | 29     |
| 8      | Brunei     | 0   | 0       | 8      | 8      |
| 9      | Laos       | 0   | 0       | 0      | 0      |
| Totale | Totale     | 328 | 326     | 380    | 1024   |